# 太宰
太宰是中国古代官职，在不同的朝代职责和地位不同。宰作为官名，在甲骨文中已经出现，责任是总管王家事务。西周时开始设置太宰，也叫大冢宰，或大宰，即冢宰的首领。太宰的职责是“掌管国家的六种典籍，用来辅佐国王治理国家。”其中六种典籍是治典、教典、礼典、政典、刑典、事典，可见当时的太宰是百官之首，相当于后来的宰相或丞相。但后来由于王室的衰落，太宰这个官职的重要性在春秋时期下降了许多，以致于被排除在三公（太师、太傅、太保）之外。参见周朝官制。
在秦朝时，太宰是负责皇帝饮食以及祭祀用食物供奉的官员。参见秦朝官制。
在汉朝时，也有一名叫“太宰”的官职，但同周朝时的太宰职位大不相同，乃是辅佐主管宗庙礼仪的九卿之一太常的辅助官员。参见西汉官制。
一直到晉朝，因避諱司馬師的名字，將太師改稱太宰，才恢復成為地位高尚的崇官之一。
至宋朝宋徽宗政和改制，改左仆射兼门下侍郎为太宰兼门下侍郎作首相，改右仆射兼中书侍郎为少宰兼中书侍郎作次相。

## 历史人物
- 周公旦：周朝周成王太宰
- 宰孔：周朝周襄王太宰
- 王子虎：周朝周襄王太宰
- 師曠：春秋時期晉平公太宰[4]
- 鮑叔牙：春秋时期齐国齐桓公太宰
- 田恒：春秋时期齐国齐平公太宰
- 伯嚭：春秋时期吴国夫差太宰

宋國
華督
向帶
魚府
西鉏吾
皇國父
楚國
子商
伯州犁
蒍啟彊
两晋（太師）
- 司馬孚、何曾、司馬亮、司馬肜、司馬顒、司馬羕、郗鑒（贈）、司馬晞、司馬德文

南朝（太師）
- 刘宋：劉義恭
- 南齊：褚淵（贈）、蕭子良（贈）
- 梁：蕭紀、蕭偉（贈）、王克、蕭泰、蕭方智
- 后梁：蕭綸（贈）
- 陈：王通、謝哲、蕭睿、王質、陳昌（贈）

十六国
- 漢、前趙：劉歡樂、劉延年、劉易、劉景、劉雅
- 成漢：李國
- 後趙：赵鹿、李農
- 前燕：慕容恪
- 後秦：姚紹

北朝（太宰、太師）
- 北魏：杜超、拓跋壽樂、常澄（贈）、常英、馮朗（贈）、李峻、王叡（贈）、元天穆、爾朱仲遠、元寶炬
- 西魏：万俟洛、元欣
- 北齊：厙狄、韓軌（贈）、高岳（贈）、可朱渾元（贈）、高淹、高歸彥、高淹、段韶、侯莫陳相、高湝、和士開（贈）、高潤、高普、高孝珩

宋朝（左僕射）
- 何執中
- 鄭居中
- 余深
- 王黼
- 白時中
- 李邦彥
- 張邦昌
- 徐處仁

少宰（右僕射）
- 刘正夫
- 余深
- 王黼
- 李邦彥
- 张邦昌
- 吴敏
- 唐恪